# Autogobierno indígena canadiense
El autogobierno indígena o aborigen se refiere a las propuestas para dar a los gobiernos que representan a los pueblos indígenas en Canadá mayores poderes de gobierno. Estas propuestas van desde otorgar a los gobiernos aborígenes poderes similares a los de los gobiernos locales en Canadá hasta demandas de que los gobiernos indígenas sean reconocidos como soberanos y capaces de negociar «nación a nación» como iguales legales a la Corona (es decir, el estado canadiense), así como muchas otras variaciones.

## Antecedentes
Los pueblos aborígenes de Canadá se definen en el Acta constitucional de 1982 como indios, inuit y métis. Antes de la adquisición de la tierra por los imperios europeos o el estado canadiense después de 1867, los pueblos de las Primeras Naciones (indios), inuit y métis tenían una amplia variedad de entidades políticas dentro de sus países, desde sociedades de bandas hasta jefaturas tribales, confederaciones multinacionales y democracias representativas (en el caso de la Asamblea Legislativa de Assiniboia dirigida por Métis). Estos fueron ignorados o suprimidos por el Gobierno de Canadá (gobierno federal). Para los métis y los inuit, el autogobierno fue reemplazado por la integración en la política canadiense: estas personas podían votar en las elecciones municipales, provinciales y federales estándar como ciudadanos de Canadá. Para las Primeras Naciones, el Gobierno de Canadá creó el sistema de bandas bajo el Acta india, que permitía a las personas de las Primeras Naciones votar en las elecciones de bandas, pero no podían votar en las elecciones federales antes de 1960 a menos que renunciaran a su condición de Indios Registrados (un proceso mencionado como emancipación). Sin embargo, los gobiernos de las bandas tenían muy poca autoridad; ejercieron solo cualquier poder que les fuera delegado por el ministro de Asuntos Indígenas, y solo tenían autoridad sobre las reservas indias que representaban una pequeña proporción de sus territorios tradicionales.

## Justificación
Los pueblos indígenas pueden reclamar un «derecho inherente al autogobierno» ya sea porque lo consideran un derecho natural que emana de la ocupación previa de la tierra o por un don o pacto con el Creador. En este caso, los pueblos indígenas no pretenden que se les «conceda» el autogobierno, sino simplemente que se reconozca legalmente su derecho preexistente. Asimismo, se puede argumentar a favor del autogobierno sobre la base del derecho a la libre determinación tal como se entiende en el derecho internacional en general o tal como se enumera específicamente en la Declaración de las Naciones Unidas sobre los Derechos de los Pueblos Indígenas (DNUDPI).
El autogobierno surgió a finales del siglo xx como una propuesta de solución a las limitaciones del Acta india, aprobada por primera vez en 1878. Los casos de autogobierno comenzaron con una nueva ronda de elaboración de tratados entre el gobierno federal de Canadá y las Primeras Naciones y los grupos inuit, así como entre las provincias individuales y las Primeras Naciones y los pueblos inuit, comenzando con el histórico Acuerdo de James Bay y el Norte de Quebec en 1975 entre la provincia de Quebec y los cree y los inuit.
Cuando se aplica un tratado de autogobierno se levantan muchas de las restricciones del Acta india, lo que permite a las comunidades indígenas distintas libertades y formas de control comunitario que antes estaban reguladas. Las disposiciones del tratado pueden incluir el control de la educación, las instituciones sanitarias, la administración, el desarrollo de la tierra para obtener ingresos y la autoridad para tomar decisiones.

## Evolución de las propuestas gubernamentales
En 1969, el Libro Blanco sobre Política Indígena propuso abolir los gobiernos de las bandas y transferir la prestación de programas sociales en las reservas a los gobiernos provinciales (puesto que las provincias ya gestionaban estos servicios para los no indígenas). La oposición a esta propuesta ayudó a impulsar la creación de organizaciones políticas nacionales entre los pueblos aborígenes, llevando por primera vez el concepto de autogobierno indígena a la conciencia política nacional.
Las enmiendas constitucionales de 1982 incluyeron la Sección 35 del Acta Constitucional, que reconocía los derechos de los aborígenes y los derechos derivados de los tratados, pero no los definía.En 1983, el Comité Especial de la Cámara de los Comunes sobre Autogobierno Indio publicó su informe (también llamado Informe Penner por el nombre del presidente del comité, Keith Penner). En él se recomendaba que el gobierno federal reconociera a las Primeras Naciones como un orden de gobierno distinto dentro de la federación canadiense y comenzara a negociar acuerdos de autogobierno con las bandas indias.
Los líderes indígenas intentaron que se consagrara el concepto de autogobierno indígena mediante el paquete de enmiendas constitucionales del Lago Meech de 1987, pero no consiguieron convencer a los primeros ministros de que incluyeran dichas disposiciones, lo que provocó la hostilidad de los aborígenes hacia el acuerdo y que Elijah Harper, MLA de Manitoba, un indio cree registrado, ayudara a derrotar el acuerdo. El siguiente Acuerdo de Charlottetown (1992) incluía el reconocimiento de un derecho aborigen inherente al autogobierno, pero este paquete también fracasó, aunque no por la resistencia aborigen: de hecho, el autogobierno era impopular entre muchos votantes no aborígenes y puede haber sido un factor en su derrota en el referéndum nacional que le siguió.
La Comisión Real sobre los Pueblos Aborígenes publicó su informe final en 1996, en el que recomendaba que los gobiernos indígenas fueran reconocidos como el tercer orden de gobierno en Canadá (junto con el gobierno federal y las provincias) y que los pueblos indígenas recibieran una representación especial en el Parlamento.
Sin embargo, a partir de entonces, el énfasis se desplazó del afianzamiento constitucional a las negociaciones con las comunidades individuales. En 1986, el gobierno conservador anunció su política de Autonomía Comunitaria (Community-Based Self-Government, CBSG por sus siglas en inglés) para «permitir la negociación de nuevas relaciones entre la Corona y los aborígenes al margen del Acta india», comunidad por comunidad.
En 1995, el gobierno liberal promulgó la Política sobre el Derecho Inherente al Autogobierno, que reconocía que el autogobierno era un derecho inherente, pero limitaba su aplicación a un modelo que se asemeja a la delegación de autoridad de la Corona a las comunidades. Exige que las bandas individuales o los grupos de bandas firmen tratados modernos con el Gobierno de Canadá (y a veces con un gobierno provincial) para sustraerse a las estructuras del Acta india.

## Financiación del autogobierno
La financiación de las comunidades autónomas indígenas se rige por un «acuerdo de transferencia financiera». El acuerdo establece un entendimiento financiero conjunto de cinco años entre el gobierno federal, el gobierno provincial/territorial y el gobierno indígena. Estos acuerdos se basan en la política fiscal de autogobierno colaborativo de Canadá, que se dice intenta promover una asociación respetuosa y cooperativa con los gobiernos y comunidades indígenas.

## Leyes y derechos no indígenas sobre la tierra
Los tratados de autogobierno indígena también establecen qué leyes están bajo o son compartidas entre niveles de gobierno (jurisdicciones federales, provinciales o de las Primeras Naciones). Un Informe sobre Autogobierno Indígena del 2019 del Gobierno de Canadá señala, aunque las leyes específicas pueden dividirse de manera diferente dependiendo de la Nación y el acuerdo, «la Carta Canadiense de Derechos y Libertades, la Ley Canadiense de Derechos Humanos y otras leyes generales como el Código Penal siguen siendo aplicables».
Dado que la Carta de Derechos y Libertades se aplica a todos los pueblos y gobiernos de Canadá, cualquier persona que viva en tierras de las Primeras Naciones, incluidos los no indígenas, puede impugnar el gobierno de las Primeras Naciones si considera que se están vulnerando sus derechos.
El Gobierno federal también ha tomado medidas para incluir en el proceso de toma de decisiones a las personas no indígenas que viven en tierras de las Primeras Naciones. Los tratados pueden incluir disposiciones para garantizar que los no miembros de la comunidad tengan voz mediante el voto, la candidatura o la apelación de las decisiones. La razón de ello es que todas las personas deben poder opinar sobre «cuestiones que les afectan, como el nivel de los servicios, los tipos impositivos y la salud».

### Obras citadas
- Hurley, Mary C. (15 de diciembre de 2009). «Aboriginal Self-Government». parl.gc.ca (en inglés). Library of Parliament. Consultado el 3 de febrero de 2014.
- Wherrett, Jill (17 de junio de 1999). «Aboriginal Self-Government». parl.gc.ca (en inglés) (revised edición). Library of Parliament. Consultado el 3 de febrero de 2014.